# Neonerita arcifera
Neonerita arcifera là một loài bướm đêm thuộc phân họ Arctiinae, họ Erebidae.